# 2MASS J2126-8140
2MASS J2126-8140 المعروف أيضا باسم 2MASS J2126−8140, هو كوكب خارج المجموعة الشمسية يقع على مسافة تقدر بنحو 24.75 (± 4.25) فرسخ فلكي في اتجاه كوكبة الثمن ويدور حول القزم الأحمر TYC 9486-927-1 أكتشف للأول مرة في 2009 (كقزم بني)، وفي عام 2016 أعتبر كوكب خارج المجموعة الشمسية.